# Kolej linowa na Kasprowy Wierch
Kolej linowa na Kasprowy Wierch – całoroczna kolej linowa z Kuźnic na szczyt Kasprowego Wierchu w Tatrach. W całości przebiega przez teren Tatrzańskiego Parku Narodowego. Operatorem kolei są Polskie Koleje Linowe S.A.

## Historia
Inicjatorem budowy kolei był ówczesny prezes Polskiego Związku Narciarskiego i wiceminister komunikacji inż. Aleksander Bobkowski. Studia terenowe i pomiary, mające ustalić przebieg trasy kolei, rozpoczęło Centralne Biuro Studiów i Projektów PKP na zlecenie Ministerstwa Komunikacji wiosną 1934. Decyzja budowy zapadła w lipcu 1935. Inwestorem była specjalnie powołana spółka z o.o. pod nazwą "Towarzystwo Budowy i Eksploatacji Kolei Linowej Zakopane (Kuźnice) - Kasprowy Wierch" z siedzibą w Warszawie. Udziałowcami były: Polskie Koleje Państwowe, Liga Popierania Turystyki, Polskie Biuro Podróży "Orbis", Towarzystwo Krzewienia Narciarstwa oraz gdańska stocznia. Prezesem i dyrektorem technicznym spółki został inż. arch. Aleksander Kodelski, a dyrektorem finansowym dr Wacław Lewicki.

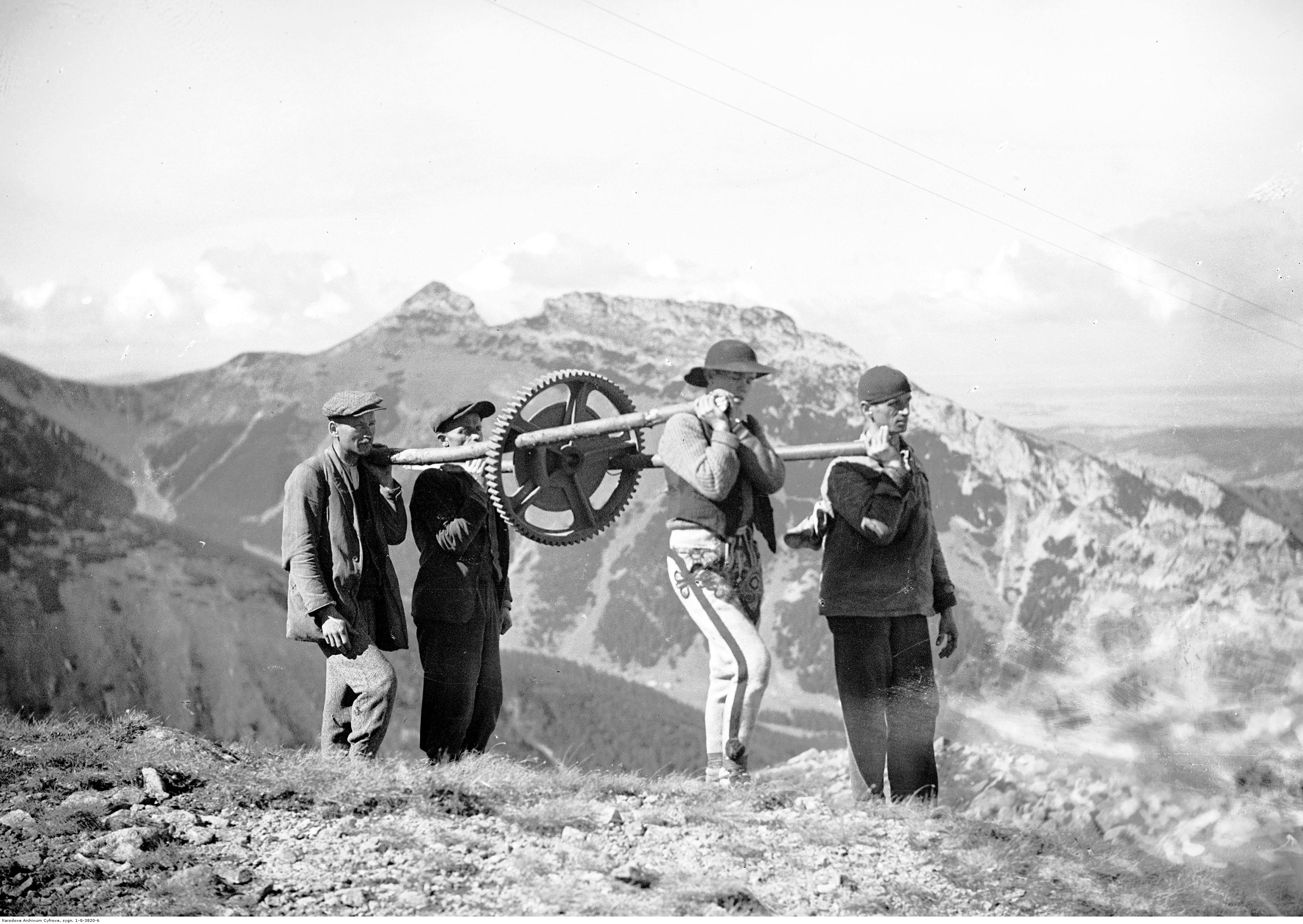
Budowa kolei, 1935

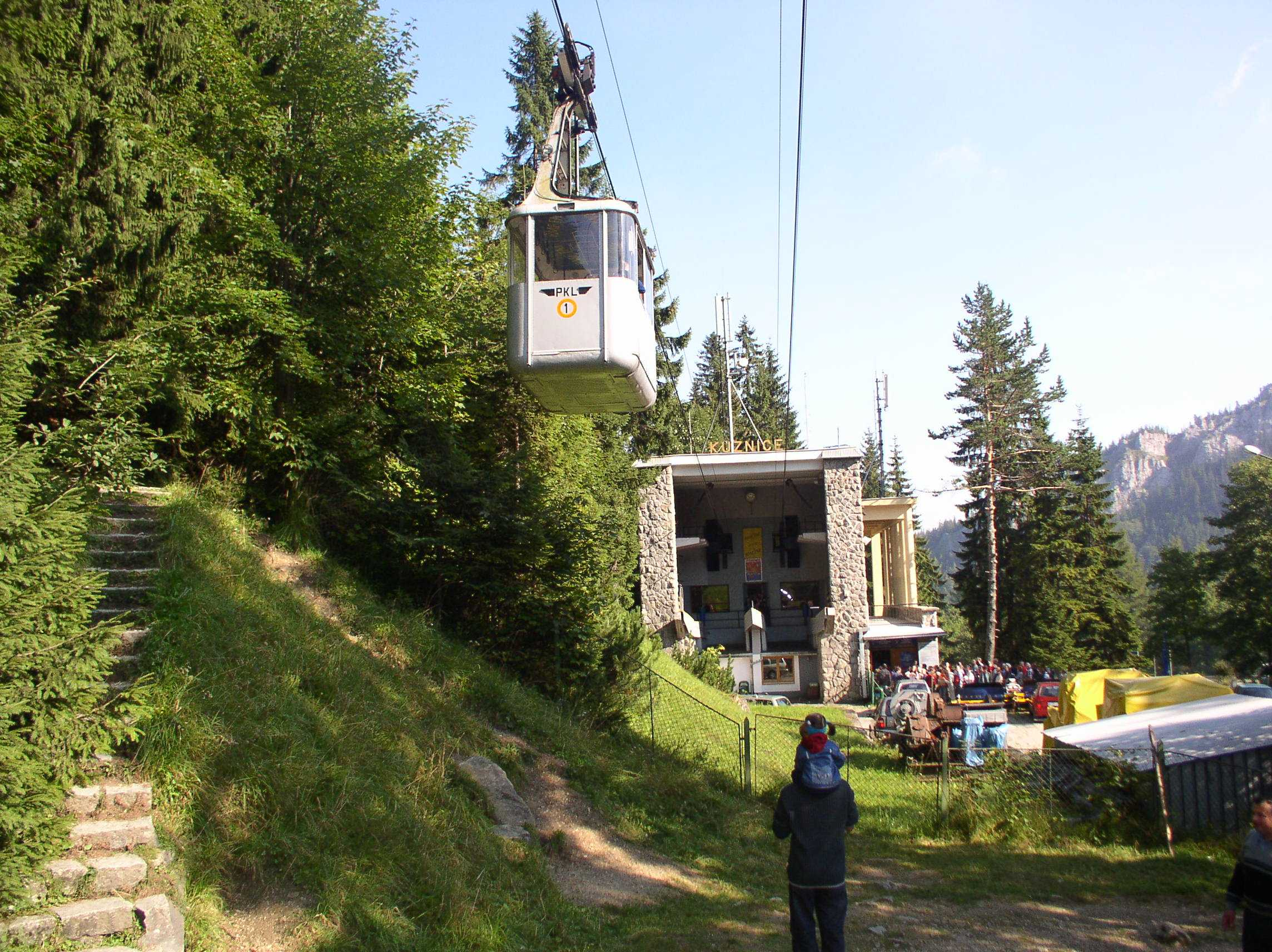
Kolej linowa na Kasprowy Wierch – stacja dolna Kuźnice (przed przebudową)

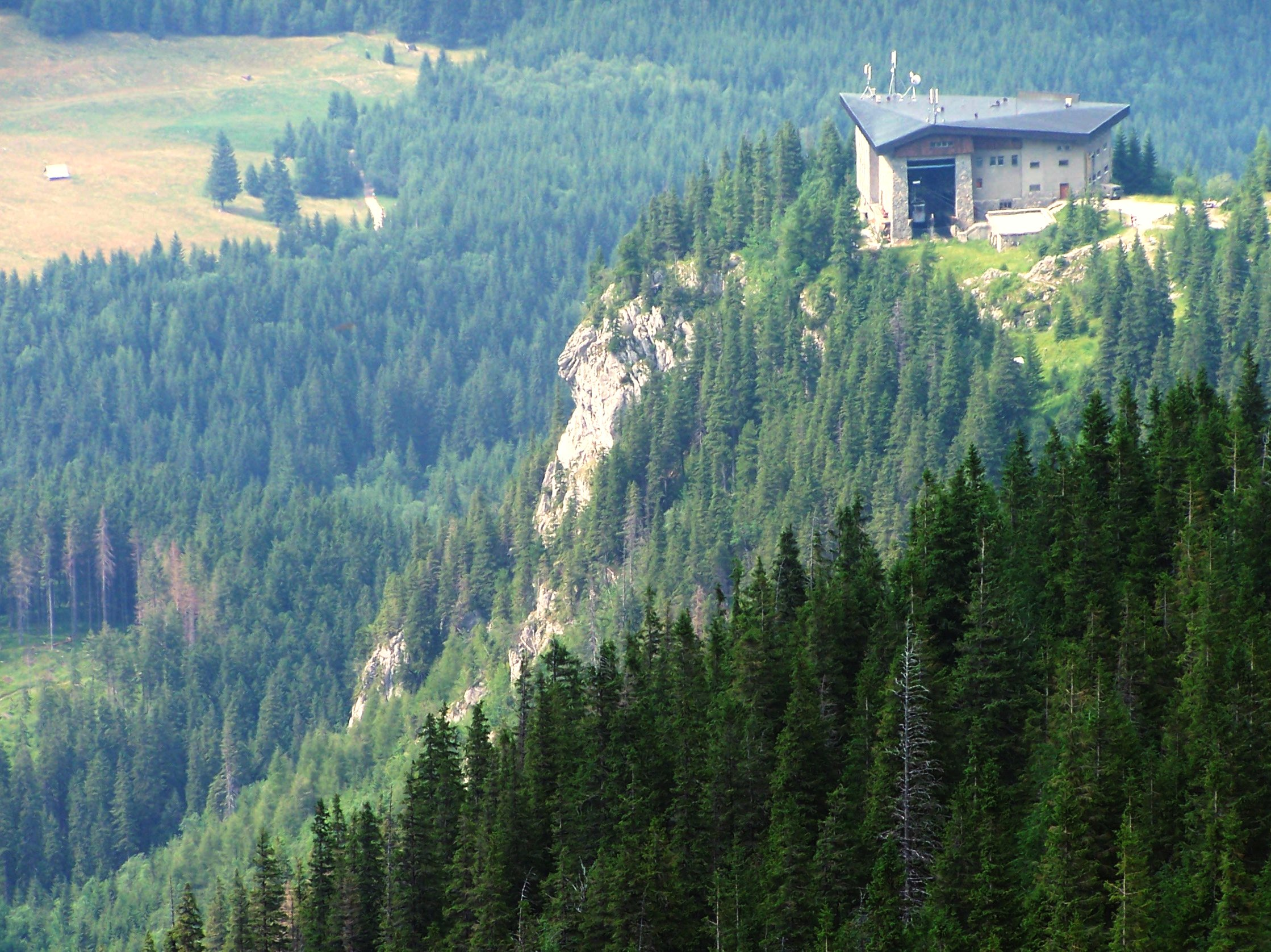
Stacja pośrednia kolei na Myślenickich Turniach (przed przebudową)

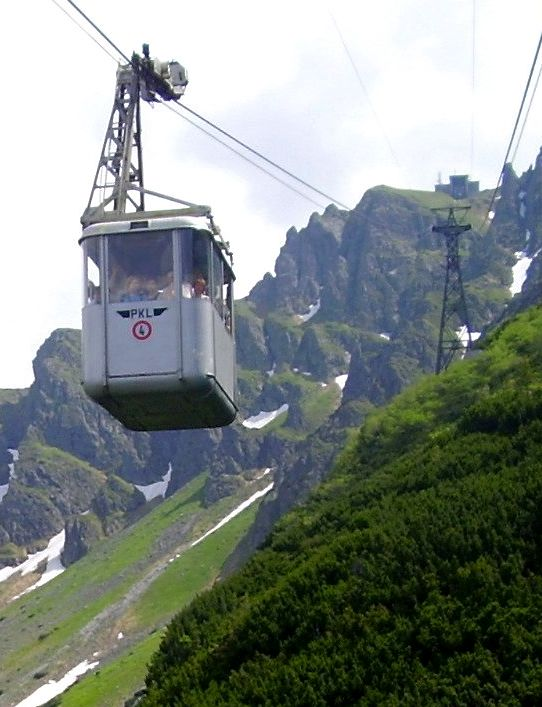
Wagon zjeżdżający z Kasprowego Wierchu (przed przebudową)

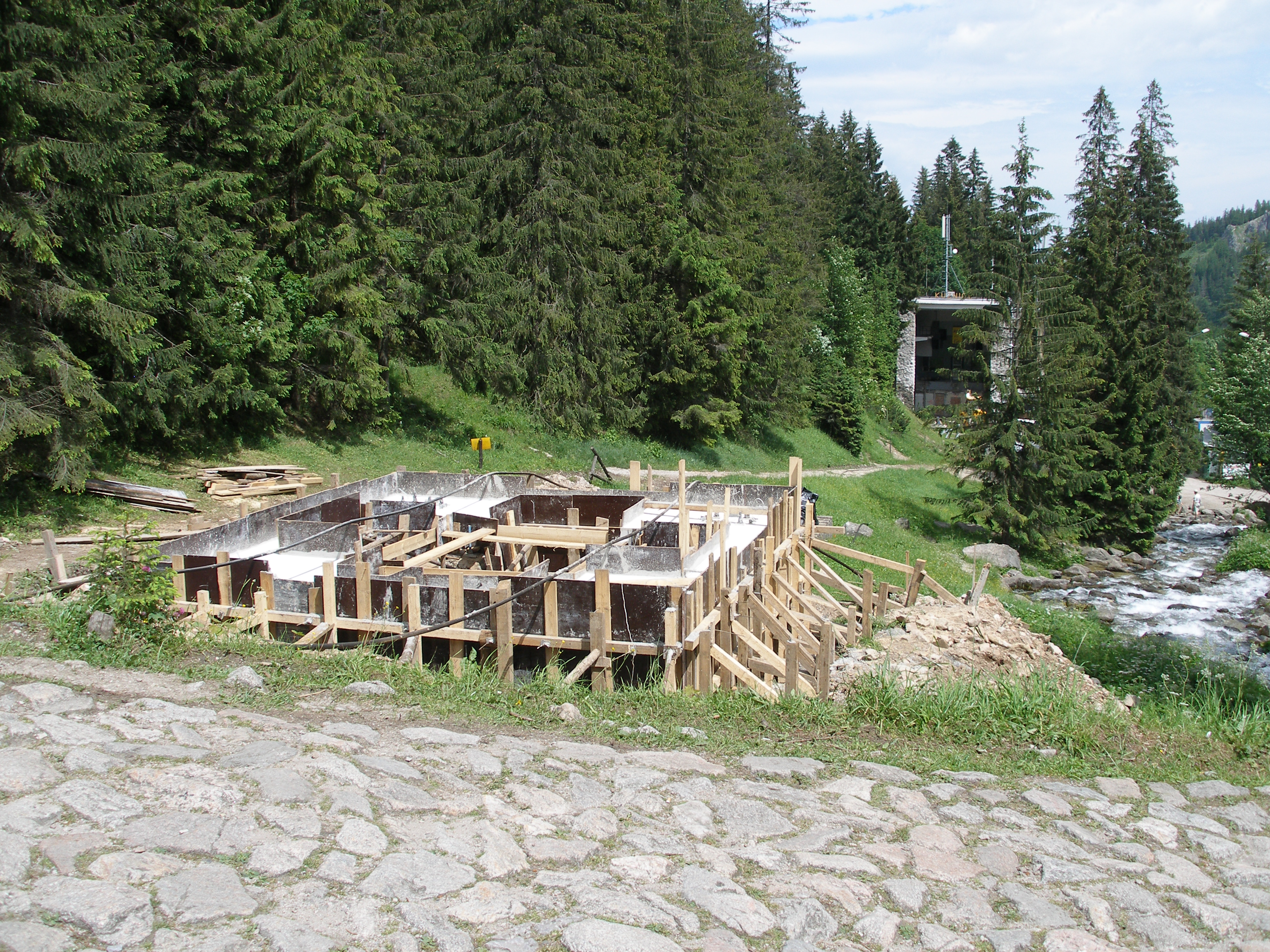
Przebudowa kolei

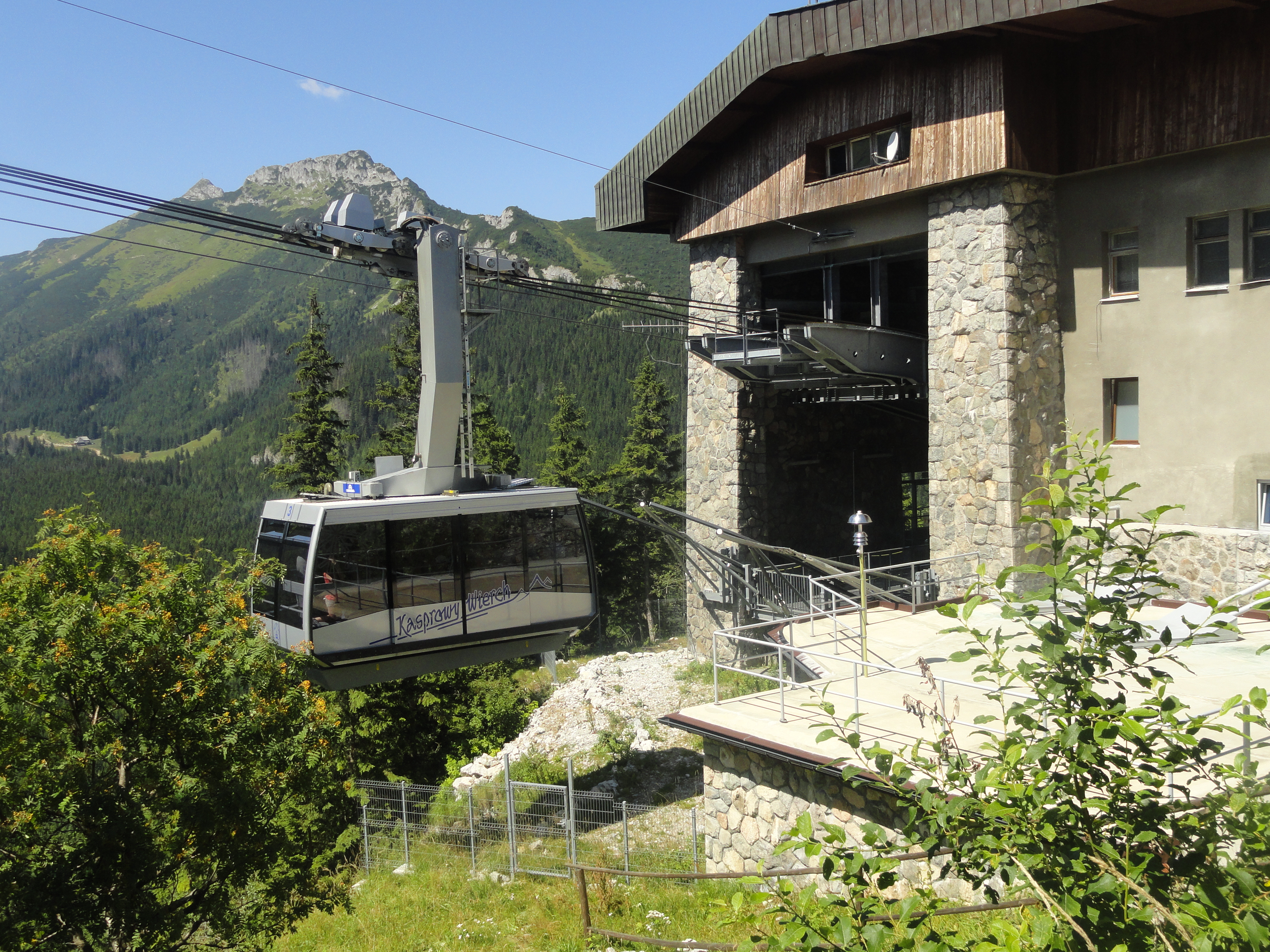
Wagon opuszczający stację pośrednią Myślenickie Turnie (po przebudowie)

24 lipca 1935 powołano spółkę Towarzystwo Budowy i Eksploatacji Kolei Linowej Zakopane (Kuźnice) – Kasprowy Wierch, zwana potocznie Linkolkasprowy, z siedzibą w zakopiańskich Kuźnicach.  Kierownikiem budowy został inż. M. Stadnicki, zastępcą inż. B. Lange. Harmonogram prac przewidywał rekordowo krótki czas budowy: 7 miesięcy. Ponieważ żadne przedsiębiorstwo nie było w stanie przyjąć takich warunków postanowiono prowadzić budowę systemem gospodarczym. Stan załogi, który wynosił początkowo ok. 600 osób, w dwóch ostatnich miesiącach zwiększono do 1000. Robotników werbowano nie tylko z Podhala, ale i Sądecczyzny, Krakowa, Tarnowa, a nawet z Wileńszczyzny. Zatrudniono wykwalifikowanych kamieniarzy z Brasławia oraz traczy i cieśli z Polesia. Roboty w terenie rozpoczęto 1 sierpnia 1935.
Budowa kolei wywołała żywą dyskusję społeczną, protestowali przeciwko niej, zaraz po ujawnieniu projektów w marcu 1934, głównie działacze ochrony przyrody, choć oprócz Państwowej Rady Ochrony Przyrody przeciwne budowie były też 94 towarzystwa i instytucje naukowe i turystyczne. W odpowiedzi na rozpoczęcie budowy kolei i równoczesnego łamania obowiązującego wtedy prawa (rozporządzenia Prezydenta RP o ochronie lasów, o prawie budowlanym, ustawie o ochronie przyrody, ustawie o koncesjach na koleje i inne) do dymisji podała się cała ówczesna Państwowa Rada Ochrony Przyrody wraz z przewodniczącym Komitetu Ochrony Przyrody w Krakowie – prof. Władysławem Szaferem. Dymisja nie została przyjęta. Budowa kolei pociągnęła za sobą kolejne inwestycje: obserwatorium na Kasprowym Wierchu, tzw. ceprostradę (znad Morskiego Oka na Szpiglasową Przełęcz), hotel na Kalatówkach.

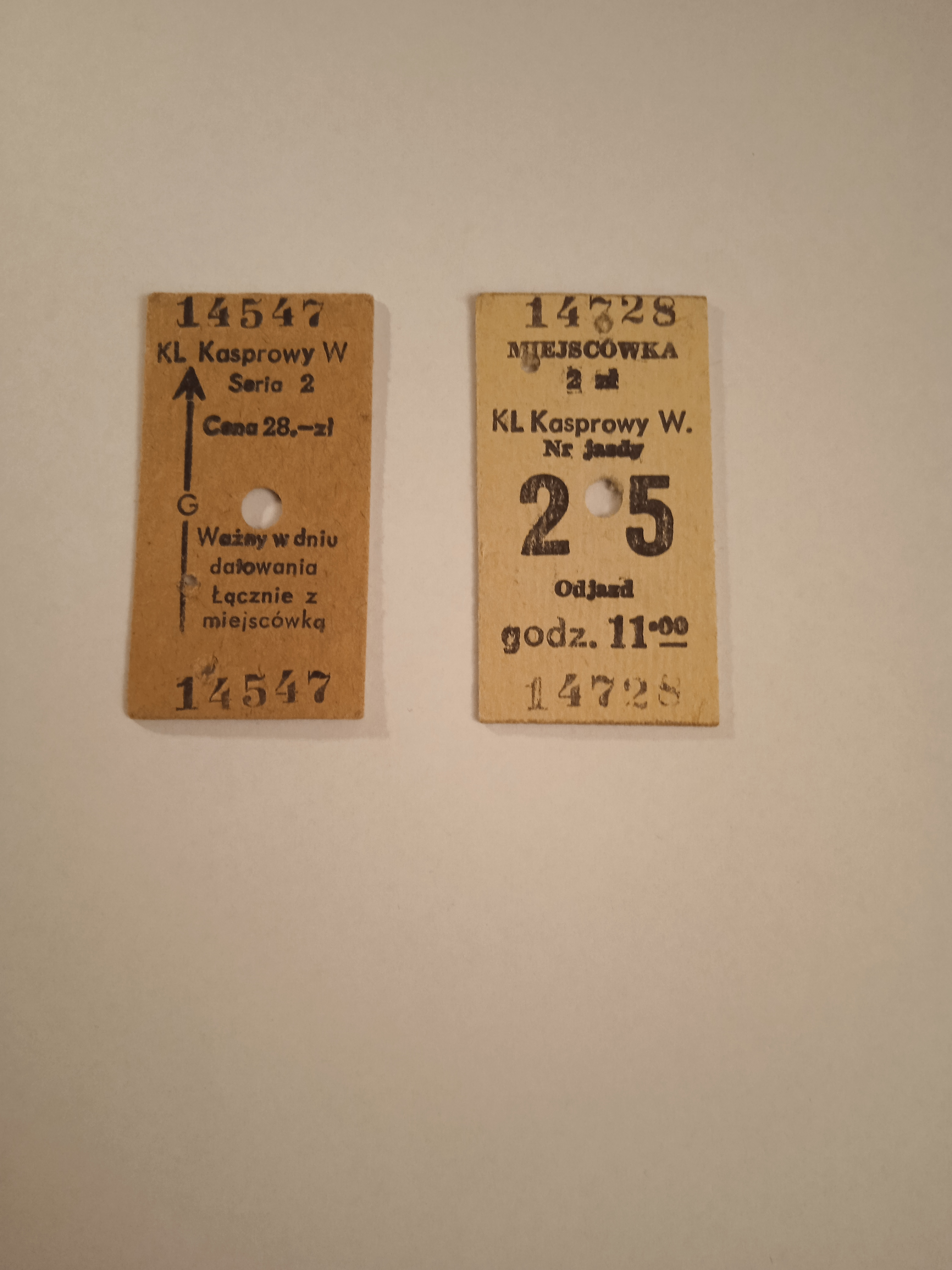
Wystawiony przez P.K.L. (wówczas przedsiębiorstwo pomocnicze PKP) bilet na Kasprowy Wierch wraz z miejscówką. Dokumenty ważne były w dniu 23.09.1978 roku.

Była to pierwsza inwestycja tego typu w Polsce, a sześćdziesiąta na świecie. Składa się ona z dwóch niezależnych od siebie odcinków: z Kuźnic na Myślenickie Turnie (uruchomiony 26 lutego 1936; przejazd próbny jednego wagonu na tym odcinku wykonał monter firmy Bleichert 17 lutego 1936) i z Myślenickich Turni na Kasprowy Wierch. Na każdym odcinku na jednej linie zawieszone były dwa wagony – jeden poruszający się do góry, a drugi na dół. Maszyny wybudowała stocznia w Gdańsku, natomiast liny – fabryka w Sosnowcu. Inwestycja powstawała w rekordowym tempie 7 miesięcy. Prace zakończono już 29 lutego 1936, a pierwsi pasażerowie wjechali na Kasprowy Wierch 15 marca 1936, po 227 dniach od rozpoczęcia budowy. Budową kierowali Medard Stadnicki i Borys Lange. Dla wwożenia materiałów zbudowano drogę na Myślenickie Turnie, gdzie następował przeładunek z samochodów na zaprzężone w koniki huculskie furmanki, które następnie przewoziły materiały budowlane na Halę Gąsienicową. Stamtąd materiały (cement, liny, wodę) transportowano na plecach robotników. Prace toczyły się na 2-3 zmiany (po 16 godzin dziennie). Budynki stacji dolnej w Kuźnicach, środkowej na Myślenickich Turniach i końcowej na szczycie Kasprowego Wierchu zaprojektowali Anna i Aleksander Kodelscy. Kolej linowa na Kasprowym Wierchu była inwestycją prestiżową i propagandową II Rzeczypospolitej Polskiej oraz prezentowała ówczesną nowatorską polską technikę i architekturę. Koszt budowy kolei wyniósł przeszło 3,5 mln zł i zwrócił się jeszcze przed 1939. Na górnej stacji umieszczono w 1936 polskie godło w stylu art déco (zachowane do dzisiaj). W tym samym roku architekt kolei Aleksander Kodelski w celu uczczenia budowy kolei stworzył w Warszawie modernistyczną willę (aktualnie zabytkową, ul. Czarnieckiego 53), będącą kopią dolnej stacji kolei linowej na Kasprowy Wierch. W 1938 przewieziono 92000 pasażerów, a w 1946 kolej przewiozła rekordową wtedy ilość 142000 pasażerów. W 1961 zmodernizowano kolej, poprzez wymianę wagonów na nowe.
W 1985 nakręcono film przypominający jej historię budowy, film "Ku Szczytom Tatrzańskim" został zrealizowany przez Wytwórnię Filmów Dokumentalnych.

## Współcześnie
Długość trasy wynosi 4252,81 metra. Kolej pokonuje 936 m różnicy poziomów przy średnim pochyleniu 22%, poruszając się po 6 podporach. Od roku 2007 wagon ma prędkość 8 m/s (podczas pokonywania podpór zwalnia do 6 m/s), wcześniej jego prędkość wynosiła 5 m/s, przewożąc jednorazowo maksymalnie 60 osób. W zależności od pory roku dziennie może wywieźć ponad 3 tys. osób, rocznie – ponad 600 tys. Co roku okresowe przeglądy wyłączają kolej z eksploatacji w maju i listopadzie, nie funkcjonuje ona także podczas silnego wiatru (powyżej 20 m/s), oblodzenia i temperatury spadającej poniżej −28 °C.
Na Myślenickich Turniach następuje przesiadka do drugiego wagonu. Następny odcinek trasy jest bardziej stromy – największe przewyższenie wagonu nad terenem wynosi 180 metrów. Z prawej strony widać Goryczkowy Kocioł – zimą użytkowany jako stok narciarski. Wagon jedzie nad Doliną Suchą Kasprową i dobija do górnej stacji kolei, znajdującej się na wysokości 1959 m n.p.m., 26 metrów poniżej wierzchołka Kasprowego Wierchu.
W budynku górnej stacji kolei są: restauracja, kiosk, warsztat narciarski, przechowalnia sprzętu i niewielki hotelik z 11 miejscami do przenocowania. Zimą w Kotle Gąsienicowym kursuje czteroosobowy Wyciąg Gąsienicowy. Ma on długość 1180 m, różnicę poziomów 352 m, zdolność przewozową 2,4 tys. osób na godzinę. Po drugiej stronie szczytu Kasprowego Wierchu leży oglądany już z kolei Kocioł Goryczkowy. Tam także zimą kursuje Wyciąg Goryczkowy, dwuosobowy, z dolną stacją w Dolinie Goryczkowej. Długość wyciągu 1624 m, różnica poziomów 602 m, zdolność przewozowa 730 osób na godzinę.
31 marca 2006 Polskie Koleje Linowe obchodziły 70-lecie istnienia kolei linowej na Kasprowy Wierch.
6 maja 2007 odbył się ostatni kurs tej najstarszej w Europie kolei linowej przed jej gruntownym remontem. Plany rozbudowy kolei i zwiększenia jej przepustowości, analogicznie do planów budowy samej kolei w 1934, wywołały protesty naukowców (w tym przyrodników), ekologów i sprzeciw części społeczeństwa.
Przez ponad 70 lat kolej przewiozła ponad 38 milionów pasażerów. Zgodnie z ustaleniami modernizację zakończono 15 grudnia 2007. Oficjalnego otwarcia nowej kolei linowej po jej gruntownej przebudowie dokonał 18 stycznia 2008 prezydent Rzeczypospolitej Polskiej Lech Kaczyński.
Widocznymi efektami modernizacji są:
- wyższa prędkość

Schemat kolei linowo-kabinowej

- przesuwna platforma służąca do wsiadania na poszczególnych stacjach w miejsce tradycyjnego peronu
- zmiana napędu wagonu z napinania ciężarowego na napinanie stałe na bębnach
- po dwie zamiast jednej liny nośnej dla każdego wagonu (w sumie 8 lin nośnych)
- nowe, wyższe podpory o szerszym rozstawie toków (zamiast 4,5 m mają 7–8 m w zależności od podpory)
- zmiana aranżacji wnętrz na stacjach
- nowe wagony dostarczone przez Doppelmayr Seilbahnen AG o dwukrotnie większej pojemności niż poprzednie z lat sześćdziesiątych. W wagonach po obu stronach kabiny zamontowane są podwójne drzwi przesuwne uruchamiane ręcznie. Kabiny mają panoramiczne przeszklenie, szyby wykonane są z przyciemnianego szkła akrylowego. Wagony są zamontowane na linach nośnych za pomocą 16-krążkowego wózka jezdnego[22].

Obecnie sterowanie koleją prowadzone jest komputerowo, poprzednio wagony uruchamiało dwóch maszynistów.
W 2011 rząd ogłosił zamiar sprzedaży kolejki, co spotkało się ze zdecydowanym protestem zakopiańskich radnych. 
W 2021 Tatrzański Park Narodowy wyraził zgodę na wydłużenie czasu funkcjonowania kolei oraz zwiększenie limitów przewozowych z 30 na 60 osób na wagon i ze 180 na 360 osób na godzinę.

## Dane techniczne
| Kolej linowa                          | „Kasprowy Wierch - odcinek I”               |
| ------------------------------------- | ------------------------------------------- |
| Długość trasy [m]                     | 1957                                        |
| Poziom stacji dolnej [m n.p.m.]       | 1027,5                                      |
| Poziom stacji pośredniej [m n.p.m.]   | 1352,5                                      |
| Różnica poziomów [m]                  | 325                                         |
| Podpory trasowe                       | 3                                           |
| Typ wagonu                            | 60-osobowy + 1                              |
| Liczba wagonów                        | 2                                           |
| Zdolność przewozowa [osób na godzinę] | 360 w sezonie zimowym, 180 w sezonie letnim |

| Kolej linowa                          | „Kasprowy Wierch - odcinek II”              |
| ------------------------------------- | ------------------------------------------- |
| Długość trasy [m]                     | 2296                                        |
| Poziom stacji pośredniej [m n.p.m.]   | 1355,1                                      |
| Poziom stacji górnej [m n.p.m.]       | 1959,6                                      |
| Różnica poziomów [m]                  | 604,5                                       |
| Podpory trasowe                       | 3                                           |
| Typ wagonu                            | 60-osobowy + 1                              |
| Liczba wagonów                        | 2 (+ 2 wagony ratownicze)                   |
| Zdolność przewozowa [osób na godzinę] | 360 w sezonie zimowym, 180 w sezonie letnim |